# Ametrodiplosis spiraeaflorae
Ametrodiplosis spiraeaflorae är en tvåvingeart som beskrevs av Fedotova 2004. Ametrodiplosis spiraeaflorae ingår i släktet Ametrodiplosis och familjen gallmyggor. Inga underarter finns listade i Catalogue of Life.